# Герб Бахмута
Герб Бахмута — офіційний символ міста Бахмут Донецької області. Затверджений 27 березня 2013 року рішенням VII сесії міської ради XXII скликання.

## Опис
"У щиті, перетятому зеленим та чорним, срібний хімічний знак солі».

## Значення символів
Зелений колір горішньої частини — це символ родючості бахмутської землі; чорний колір в нижній частин — символ багатства надр.
В центрі зображено алхімічний знак солі — , яка стала приводом для заснування міста.

## Історія

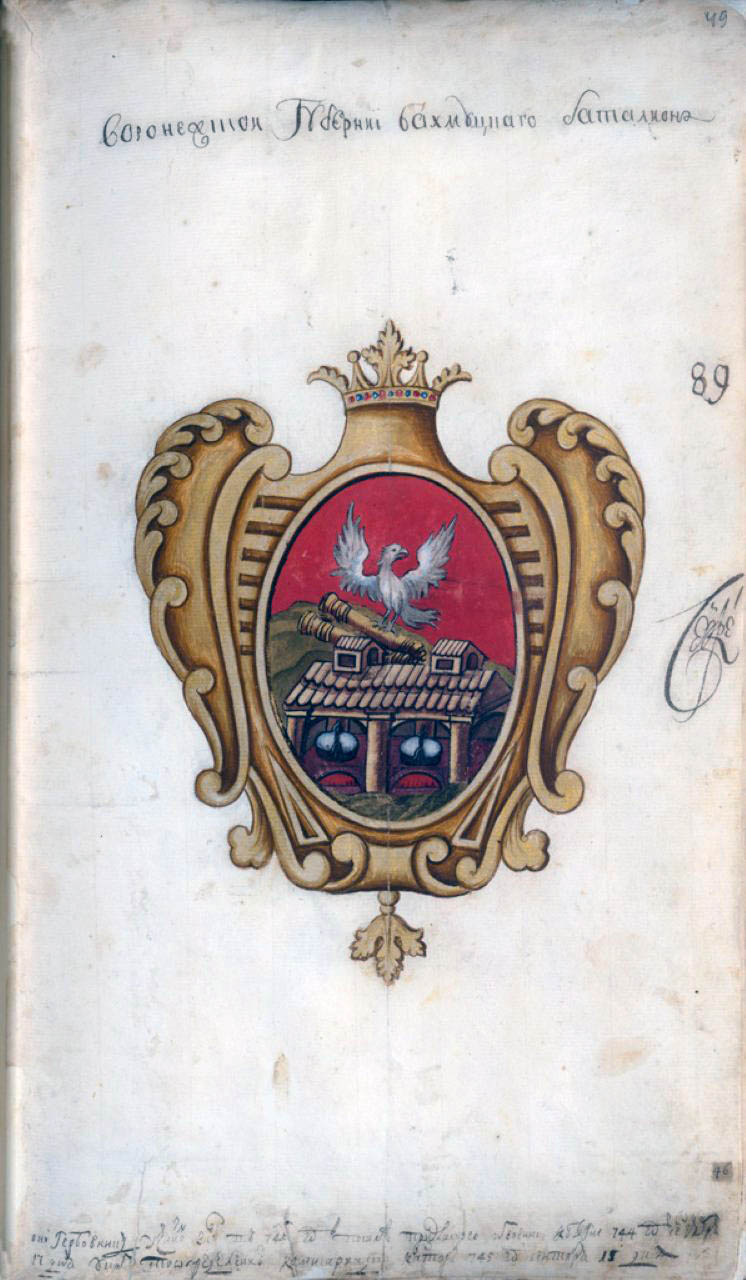
Емблема Бахмутського батальйону

### Бахмутський батальйон
Попередником герба Бахмута була емблема для стяга Бахмутського батальйону від 1745 року:
"На червоному полі зображені дві золоті гармати, на яких сидить білий птах. Під гарматами, під зеленою горою і на зеленій землі, зображений дерев'яна соляна крамниця."
Вважається, що верхню частину цієї емблеми (орел і гармати) запозичено з емблеми Воронезького полку. На малюнку цього герба повна назва гласила "Воронезької губернії Бахмутського батальйону". До 1765 року Бахмут входив до складу Воронезької губернії.

### Перший герб

Герб Бахмута 1811 року

Герб Бахмута затверджено 2 серпня (29 липня) 1811 року  разом з іншими гербами Катеринославського намісництва:
"Між зеленим і чорним полем зображено хімічний знак солі, що була підставою для заснування міста Бахмут".
Коректніше говорити не про хімічний, а про алхімічний знак солі. Знак солі нагадував про те, що селище засноване в тому місці, де козак Бірюков виявив "солоні води".
Щит герба 1811 року — французький, що є традиційним для російської геральдичної системи.
У XIX — початку XX століття герб наносився на поштові конверти і марки Бахмутської земської пошти.

### Проєкт Кене

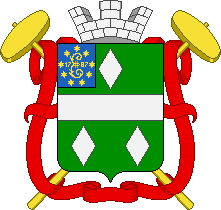
Проєкт Кене

1862 року Гербовим відділенням при Департаменті геральдики під керівництвом Бернгарда Кене проводилася масштабна робота з уніфікації гербів міст Російської Імперії. В рамках цієї роботи була створена нова версія Бахмутського герба.
У зеленому щиті срібний пояс, який супроводжують три срібні ромби (1:2). У вільній частині — герб Катеринославської губернії. Щит прикрашений срібною баштовою короною з трьома зубцями. За щитом — два навхрест покладених золотих молотка, з'єднаних Олександрівською стрічкою. Проєкт Кене не був затверджений.

### Сучасний герб
27 березня 1996 року 7-ма сесія 12-го скликання міськради як міський герб Бахмута (тоді — Артемівська) затвердила герб Бахмута зразка 1811 року.
Цей геральдичний символ, що втілює в художній формі природні багатства Бахмутської землі, основне заняття населення якої в незапам'ятні часи — видобуток солі.

Спочатку в гербі Бахмута використовувався французький щит, типовий для всіх міст Російської імперії, але потім на вимогу Українського геральдичного товариства щит змінився на іспанський.

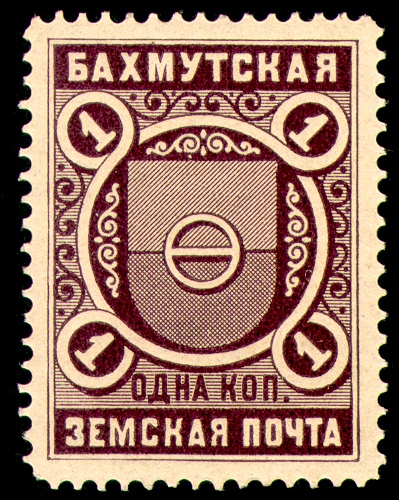
Земська поштова марка Бахмутського повіту на 1 копійку 1901 року
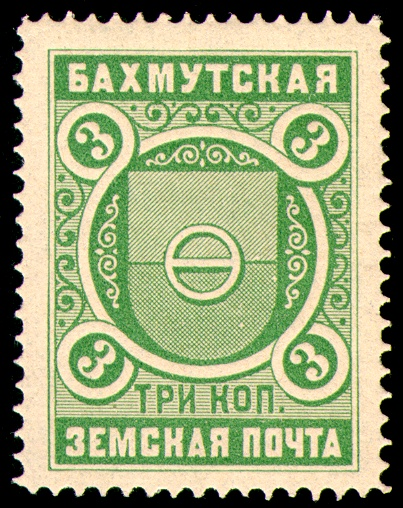
Земська поштова марка Бахмутського повіту на 3 копійки 1901 року
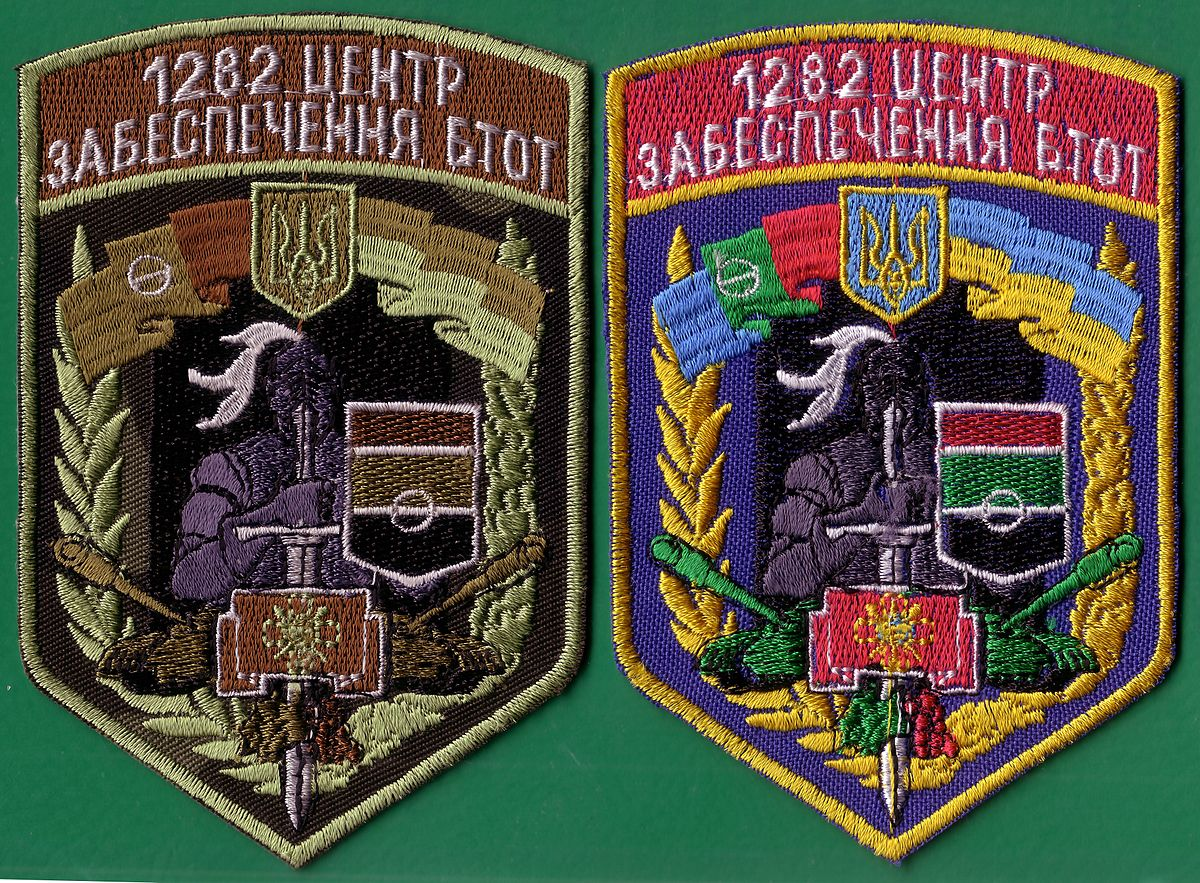
Герб Бахмута на нарукавних знаках 1282 центру забезпечення БТОТ